# Jean-Pierre Darras
Pour les articles homonymes, voir Darras.
Jean-Pierre Darras est un acteur et metteur en scène de théâtre français né le 26 novembre 1927 à Paris 8e et mort le 5 juillet 1999 à Créteil.

## Biographie

### Carrière
De son vrai nom Jean-Pierre Emmanuel Georges Victor Ange Dumontet, fils de l'industriel Jean Dumontet et de Simone Sénac, il commence sa carrière théâtrale en 1949 avec Hubert Gignoux au Centre dramatique de l'Ouest. À partir de 1953, il entre dans la troupe du TNP de Jean Vilar ; parallèlement, il constitue avec Philippe Noiret, lui aussi au TNP, un duo de cabaret : « Darras et Noiret ».
Entre 1959 et 1962, toujours avec Philippe Noiret, il participe à l'émission télévisée de Denise Glaser, Discorama, où il fait souvent des interviews de vedettes. Le comédien Jean Desailly fait aussi partie de l'équipe. À partir de 1963, Denise Glaser anime seule l'émission Discorama.
Par la suite, Jean-Pierre Darras se consacre surtout au théâtre. Il excelle aussi bien dans le théâtre de boulevard que dans celui de Pagnol, dont il a monté à plusieurs reprises la trilogie marseillaise. En 1993, avec sa femme Corinne Lahaye, il fonde le festival des Estivales de Carpentras, qui aura lieu jusqu'en 2009.
Il apparaît aussi dans nombre de séries télévisées ainsi que dans de nombreux films. Il a notamment incarné Molière (dont il a  par ailleurs rédigé les Mémoires imaginaires) dans la série télévisée Molière pour rire et pour pleurer.
En 1982 sort sur les écrans son seul film en tant que scénariste et réalisateur : Le Braconnier de Dieu.
Le 21 janvier 1993, lors des célébrations du bicentenaire de l'exécution de Louis XVI, il lit au micro le testament du roi sur la place de la Concorde, où des milliers de personnes s'étaient rassemblées pour rendre hommage à ce dernier,.
En 1994, il publie ses mémoires : Pourquoi dites-vous ça en riant ? La même année, il enregistre plusieurs albums : Fables de La Fontaine, Lettres de mon moulin, Contes d'Andersen, et divers textes de Marcel Pagnol (en 1990, il a été le narrateur des films La Gloire de mon père et Le Château de ma mère).
Il meurt le 5 juillet 1999 des suites d'un cancer du pancréas. Il est inhumé à Suzette dans le Vaucluse.

### Vie privée
Il est marié avec Catherine Bauche de 1948 à 1958 avec qui il a trois enfants. De 1963 à 1969, il vit avec Christiane Minazzoli. Puis il se marie avec Corinne Lahaye (1947-2020), de 1983 à sa mort.

## Théâtre

### Comédien
- 1949 : Amal et la Lettre du Roi de Rabîndranâth Tagore, mise en scène Jean Marchat, théâtre des Mathurins
- 1949 : Le Baladin du monde occidental de John Millington Synge, mise en scène Hubert Gignoux, Centre dramatique de l'Ouest
- 1949 : L'Avare de Molière, mise en scène Hubert Gignoux, Centre dramatique de l'Ouest
- 1949 : Un chapeau de paille d'Italie d'Eugène Labiche et Marc-Michel, mise en scène Maurice Jacquemont, Centre dramatique de l'Ouest
- 1950 : Les Gueux au paradis de Gaston-Marie Martens et André Obey, mise en scène Maurice Jacquemont, Centre dramatique de l'Ouest
- 1950 : George Dandin de Molière, mise en scène Maurice Jacquemont, Centre dramatique de l'Ouest
- 1950 : La Critique de l'école des femmes de Molière, mise en scène Hubert Gignoux, Centre dramatique de l'Ouest
- 1950 : L'École des femmes de Molière, mise en scène Hubert Gignoux, [Centre dramatique de l'Ouest
- 1950 : Barberine d'Alfred de Musset, mise en scène Hubert Gignoux, Centre dramatique de l'Ouest
- 1951 : Volpone de Stefan Zweig et Jules Romains d'après Ben Jonson, mise en scène Hubert Gignoux, Centre dramatique de l'Ouest
- 1951 : Œdipe ou le Crépuscule des dieux de Henri Ghéon, mise en scène Hubert Gignoux, Centre dramatique de l'Ouest
- 1952 : Le Malade imaginaire de Molière, mise en scène Henry Grangé, Centre dramatique de l'Ouest
- 1953 : Dom Juan de Molière, mise en scène Jean Vilar, TNP Festival d'Avignon
- 1953 : La Tragédie du roi Richard II de William Shakespeare, mise en scène Jean Vilar, TNP Festival d'Avignon
- 1953 : Le Médecin malgré lui de Molière, mise en scène Jean-Pierre Darras, TNP Festival d'Avignon
- 1954 : Ruy Blas de Victor Hugo, mise en scène Jean Vilar, TNP Théâtre de Chaillot
- 1954 : Cinna de Pierre Corneille, mise en scène Jean Vilar, TNP Festival d'Avignon
- 1954 : Le Prince de Hombourg d'Heinrich von Kleist, mise en scène Jean Vilar, TNP Festival d'Avignon
- 1954 : Macbeth de William Shakespeare, mise en scène Jean Vilar, TNP Festival d'Avignon
- 1955 : Dom Juan de Molière, mise en scène Jean Vilar, TNP Festival d'Avignon
- 1955 : La Ville de Paul Claudel, mise en scène Jean Vilar, TNP Festival d'Avignon
- 1955 : Marie Tudor de Victor Hugo, mise en scène Jean Vilar, TNP Festival d'Avignon
- 1956 : Cinna de Pierre Corneille, mise en scène Jean Vilar, TNP Festival d'Avignon
- 1956 : Le Prince de Hombourg d'Heinrich von Kleist, mise en scène Jean Vilar, TNP Festival d'Avignon
- 1956 : Macbeth de William Shakespeare, mise en scène Jean Vilar, TNP Festival d'Avignon
- 1956 : Ce fou de Platonov d'Anton Tchekhov, mise en scène Jean Vilar, TNP Festival de Bordeaux
- 1957 : Le Malade imaginaire de Molière, mise en scène Daniel Sorano, TNP théâtre de Chaillot
- 1957 : Henri IV de Luigi Pirandello, mise en scène Jean Vilar, TNP Festival d'Avignon puis théâtre de Chaillot
- 1957 : Le Mariage de Figaro de Beaumarchais, mise en scène Jean Vilar, TNP Festival d'Avignon
- 1957 : Meurtre dans la cathédrale de Thomas Stearns Eliot, mise en scène Jean Vilar, TNP Festival d'Avignon
- 1958 : Le Triomphe de l'amour de Marivaux, mise en scène Jean Vilar, TNP Festival d'Avignon
- 1958 : Lorenzaccio d'Alfred de Musset, mise en scène Gérard Philipe, TNP Festival d'Avignon
- 1958 : Marie Tudor de Victor Hugo, mise en scène Jean Vilar, TNP Festival d'Avignon
- 1959 : La Fête du cordonnier de Michel Vinaver d'après Thomas Dekker, mise en scène Georges Wilson, TNP Festival théâtre de Chaillot
- 1959 : Meurtre dans la cathédrale de Thomas Stearns Eliot, mise en scène Jean Vilar, TNP Festival d'Avignon
- 1959 : Mère Courage de Bertolt Brecht, mise en scène Jean Vilar, TNP Festival d'Avignon
- 1959 : La Mort de Danton de Georg Büchner, mise en scène Jean Vilar, TNP théâtre de Chaillot
- 1960 : Mère Courage de Bertolt Brecht, mise en scène Jean Vilar, TNP Festival d'Avignon
- 1960 : Le Mobile d'Alexandre Rivemale, mise en scène Jean-Pierre Grenier, théâtre Fontaine
- 1961 : Les Béhohènes de Jean-Pierre Darras et Jean Cosmos, mise en scène Jean-Pierre Darras, théâtre du Vieux-Colombier
- 1961 : Arden de Feversham adaptation Yves Jamiaque, mise en scène Bernard Jenny, théâtre du Vieux-Colombier
- 1962 : Les Foches de Jean Marsan, mise en scène Jean Marsan et Marc Doelnitz, théâtre des Nouveautés
- 1963 : Boeing Boeing de Marc Camoletti, mise en scène Christian-Gérard, Comédie-Caumartin : Robert
- 1966 : La Bonne Adresse de Marc Camoletti, mise en scène Christian-Gérard, théâtre des Nouveautés
- 1966 : La Convention de Belzébir de Marcel Aymé, mise en scène René Dupuy, théâtre de l'Athénée-Louis-Jouvet
- 1968 : Le Gadget d'Alexandre Rivemale, mise en scène Henri Labussière, théâtre des Mathurins
- 1968 : Le Renard et la Grenouille de Sacha Guitry, mise en scène Pierre Dux, théâtre du Gymnase puis théâtre du Palais-Royal
- 1969-1970 : On ne sait jamais de et mise en scène André Roussin, théâtre de la Michodière puis théâtre des Célestins
- 1971 : La main passe de Georges Feydeau, mise en scène Pierre Mondy, théâtre Marigny
- 1971 : Dieu aboie-t-il ? (ou Adorable Pucelle) de François Boyer, mise en scène Jean Negroni, théâtre des Mathurins
- 1972 : Folie douce de Jean-Jacques Bricaire et Maurice Lasaygues, mise en scène Michel Roux, théâtre Marigny
- 1972 : La Camisole de Joe Orton, mise en scène Jacques Mauclair, Petit Théâtre de Paris
- 1973 : L'Arnacœur de Pierrette Bruno, mise en scène Pierre Mondy, théâtre de la Michodière
- 1976 : N'écoutez pas, mesdames ! de Sacha Guitry, mise en scène Michel Roux, théâtre Saint-Georges
- 1978 : Lundi, la fête de Franco Brusati, mise en scène Jacques Rosny, théâtre Michel
- 1978 : Les Rustres de Carlo Goldoni, mise en scène Claude Santelli, théâtre de la Michodière
- 1979 : Ardèle ou la Marguerite de Jean Anouilh, mise en scène Pierre Mondy et Roland Piétri, théâtre Hébertot
- 1979 : Le Tour du monde en quatre-vingts jours de Pavel Kohout d'après Jules Verne, mise en scène Jacques Rosny, théâtre des Célestins
- 1982 : Les Rustres de Carlo Goldoni, mise en scène Claude Santelli, Eldorado
- 1986 : Ce sacré bonheur de Jean Cosmos, mise en scène Michel Fagadau, théâtre Montparnasse
- 1988 : La Présidente de Maurice Hennequin et Pierre Veber, adaptation de Jean Poiret, théâtre du Palais-Royal
- 1991-1992 : La Trilogie marseillaise de Marcel Pagnol, adaptation et mise en scène Jean-Luc Tardieu, Espace 44 Nantes puis théâtre des Variétés
- 1993 : Topaze de Marcel Pagnol, mise en scène Francis Perrin, théâtre des Célestins, puis théâtre de la Madeleine
- 1997 : Le Voyage de monsieur Perrichon d'Eugène Labiche, mise en scène Jean-Luc Moreau, théâtre Saint-Georges
- 1999 : Mon Molière imaginaire, ou quelques vies qui ont été la mienne de et avec Jean-Pierre Darras, sur des textes de Sacha Guitry, Claudel, Diderot, Shakespeare, Molière, mise en scène Jean-Luc Tardieu, théâtre du Rond-Point[a]

### Metteur en scène
- 1953 : Le Médecin malgré lui de Molière, Festival d'Avignon
- 1961-1962 : Les Béhohènes, paroles de Jean Cosmos, musique d'Henri Betti, théâtre du Vieux-Colombier
- 1962 : Le Bourgeois gentilhomme de Molière, théâtre Hébertot
- 1970 : Au théâtre ce soir : Aux quatre coins de Jean Marsan, réalisation Pierre Sabbagh, théâtre Marigny
- 1971 : Zozo de Jacques Mauclair, théâtre des Célestins

## Filmographie

### Cinéma
- 1959 : Deux hommes dans Manhattan de Jean-Pierre Melville : l'ivrogne (non crédité)
- 1961 : Un nommé La Rocca de Jean Becker : Névada
- 1964 : Lucky Jo  de Michel Deville : Napo
- 1964 : Monsieur de Jean-Paul Le Chanois : José
- 1966 : La Seconde Vérité de Christian Jaque : le commissaire
- 1966 : Un monde nouveau (Un mondo nuovo) de Vittorio de Sica
- 1966 : Safari diamants  de Michel Drach : Pascal Moratti
- 1966 : Carré de dames pour un as de Jacques Poitrenaud
- 1967 : Une cigarette pour un ingénu de Gilles Grangier - Film resté inachevé
- 1967 : Lagardère de Jean-Pierre Decourt - Version écourtée pour le cinéma du feuilleton télévisé
- 1968 : Caroline chérie de Denys de la Patellière : Van Kript II
- 1968 : Le Tatoué de Denys de la Patellière : Lucien
- 1970 : Elle boit pas, elle fume pas, elle drague pas, mais... elle cause ! de Michel Audiard : Georges « Monsieur le Comte »
- 1970 : Élise ou la Vraie Vie de Michel Drach : le commissaire
- 1970 : Une veuve en or de Michel Audiard : Rapha
- 1970 : Et qu'ça saute ! de Guy Lefranc  : Jorge Blanco
- 1971 : L'Alliance de Christian de Chalonge : M. Duvernet
- 1971 : La Coqueluche de Christian-Paul Arrighi : Perotti
- 1972 : La Vieille Fille  de Jean-Pierre Blanc : Sacha
- 1972 : Le Viager de Pierre Tchernia : Émile Galipeau
- 1973 : Au rendez-vous de la mort joyeuse de Juan Bunuel  : Peron
- 1973 : La Décharge (La Ville-bidon)  de Jacques Baratier : M. Brunet
- 1973 : Elle court, elle court la banlieue de Gérard Pirès : le chef du personnel
- 1973 : L'Emmerdeur d'Édouard Molinaro : Fuchs
- 1974 : Dis-moi que tu m'aimes  de Michel Boisrond : Lucien Dorgeval
- 1975 : Au-delà de la peur de Yannick Andréi : Bourrier
- 1976 : Attention les yeux ! de Gérard Pirès : le producteur
- 1976 : Oublie-moi, Mandoline de Michel Wyn : Gérard Gouttières dit GG
- 1976 : D'amour et d'eau fraîche de Jean-Pierre Blanc : Clément
- 1976 : Mords pas, on t'aime  de Yves Allégret : Papy
- 1976 : Le Chasseur de chez Maxim's de Claude Vital : le ministre
- 1977 : La Vie parisienne de Christian Jaque : Baron
- 1978 : Genre masculin de Jean Marbœuf : Adolphe
- 1978 : La Carapate de Gérard Oury  : Jacques Panivaux
- 1980 : Trois hommes à abattre de Jacques Deray : Chocard
- 1981 : Les Fourberies de Scapin de Roger Coggio : Argante
- 1981 : La Puce et le Privé de Roger Kay : le colonel
- 1981 : Le Chêne d'Allouville  ou Ils sont fous ces Normands de Serge Pénard  : le ministre de la Culture
- 1981 : Signé Furax de Marc Simenon : Socrate
- 1981 : Pour la peau d'un flic d'Alain Delon : le commissaire Chauffard
- 1982 : Le Bourgeois gentilhomme de  Roger Coggio : le maître de philosophie
- 1982 : Te marre pas... c'est pour rire ! de Jacques Besnard : Flavacourt, l'attaché publicitaire
- 1982 : Jamais avant le mariage de Daniel Ceccaldi: le préfet
- 1983 : Le Braconnier de Dieu : Frisou - également réalisateur et scénariste
- 1983 : Le Voleur de feuilles de Pierre Trabaud : M. Marguerite
- 1983 : Adieu foulards de Christian Lara : Achille Bernard
- 1985 : Astérix et la Surprise de César de Paul Brizzi et Gaëtan Brizzi : Abraracourcix (voix)
- 1987 : Le Journal d'un fou de Roger Coggio : le directeur
- 1989 : Le Triomphe de Babar ou Babar, le film : Cornelius (voix)
- 1990 : La Gloire de mon père d'Yves Robert : le récitant (voix)
- 1990 : Le Château de ma mère d'Yves Robert : le récitant (voix)

### Télévision

#### Téléfilms
- 1960 : Les Trois Sœurs : Koulyguine
- 1961 : L'Amour des trois oranges de Pierre Badel : Gratarol Vitalli
- 1963 : Premier Amour : Louchine
- 1964 : Le Médecin malgré lui : Sganarelle
- 1964 : Les Cabinets particuliers : Gavet
- 1968 : La Grammaire : Machut
- 1968 : Le Bourgeois gentilhomme de Pierre Badel : le maître de ballet
- 1976 : Désiré : Désiré
- 1978 : Histoires de voyous : La Saison des voleurs : Chicago
- 1978 : Lundi la fête : Ricky Gagliardo
- 1979 : Le Tour du monde en 80 jours d'André Flédérick : Fix
- 1979 : L'Hôtel du libre échange de Guy Séligmann : Mathieu
- 1981 : Société amoureuse à responsabilité limitée : Gonzague de Saint-Truc
- 1981 : Ardèle ou la Marguerite : Le vicomte
- 1982 : Spéciale dernière : Bensinger
- 1982 : Allô oui ? J'écoute! de Jean Pignol : Pierre-André Deschaumes
- 1982 : Les Scénaristes ou les Aventures extraordinaires de Robert Michon : Louis
- 1983 : Par ordre du Roy : Exupéré Lecocq
- 1985 : Le Canon paisible : Émile
- 1986 : L'Amour à la lettre : Quentin Granier
- 1994 : Topaze : Castel-Bénac
- 1996 : Le Comédien : le comédien
- 1997 : Georges Dandin de Molière : Monsieur de Sottenville

#### Séries télévisées
- 1965 : Le train bleu s'arrête 13 fois de Michel Drach : Lyon, Marché en Main
- 1966 : Les Compagnons de Jéhu : Lebrais
- 1967 : Malican père et fils : Sozza
- 1967 : Lagardère de Jean-Pierre Decourt : Peyrolles
- 1972 : Les Évasions célèbres : épisode Latude ou L'Entêtement de vivre de Jean-Pierre Decourt : Saint-Marc
- 1973 : Molière pour rire et pour pleurer de Marcel Camus : Molière
- 1974 : Histoires insolites : Un jour comme les autres avec des cacahuètes : Michel
- 1977 : Dossier danger immédiat (Épisode "L'affaire Martine Desclos") de Claude Barma : l'enquêteur de l'agence
- 1977 : Les Folies Offenbach : Napoléon III
- 1978 : Madame le juge, épisode Le Dossier Françoise Muller d’Édouard Molinaro : le commissaire Marnay
- 1979 : Histoires insolites : Une dernière fois Catherine : le commissaire
- 1980 : Julien Fontanes, magistrat : maître Carré
- 1981 : Le Mythomane : Barlowe
- 1982 : Cinéma 16 : Comme un roseau de Alain Dhénaut : Hubert Lachaume
- 1982 : Madame S.O.S. de Marcel Mithois : Charles-Henri de Nonancourt
- 1983 : Merci Sylvestre : le psy
- 1984 : Les Enquêtes du commissaire Maigret, épisode L'Ami d'enfance de Maigret de Stéphane Bertin : Florentin
- 1984 : Péchés originaux : Paul
- 1986 : Julien Fontanes, magistrat : maître Carré
- 1987 : Florence ou la Vie de château : M. Rateau
- 1987 : La Calanque : Francis Cambalette
- 1995 : Chien et Chat : François Delalande

De 1967 à 1969 et de 1971 à 1973, il est également apparu à de nombreuses reprises dans l'émission Au théâtre ce soir.

## Discographie
- 1961 : Rien de nouveau sous le soleil (en duo avec Philippe Noiret) - Philips 45 tours EP 432.571 BE[7]
- 1962 : C'est ma tournée (en duo avec Philippe Noiret) - Philips 45 tours EP 432.776 BE[8]
- 1963 : Consuela (en duo avec Philippe Noiret) - Philips 45 tours EP 432.924 BE[9]
- 1985 : Après moi (en duo avec Corinne Lahaye) - EMI 45 tours SP 200 655 7

## Distinctions
- Chevalier de la Légion d'honneur
- Prix Durchon-Louvet de l’Académie française en 1985 pour Pourquoi dites-vous ça en riant ?